# The Greatest (Sia)
The Greatest è un singolo della cantautrice australiana Sia, pubblicato il 6 settembre 2016 come unico estratto dall'edizione deluxe del settimo album in studio This Is Acting.

## Descrizione
Il brano è stato scritto da Sia in collaborazione con il produttore Greg Kurstin e ha visto la partecipazione vocale del rapper statunitense Kendrick Lamar. Gil Kaufman di Billboard ha definito The Greatest un «edificante brano poppeggiante con una sottile atmosfera isolana».

## Video musicale
Il video, uscito in concomitanza con il singolo, è stato diretto da Sia e Daniel Askill e presentato sul canale Vevo dell'artista. Per le coreografie di Ryan Heffington danzano 49 ballerini, tra cui spicca ancora una volta la ballerina Maddie Ziegler. Quest'ultima, presentata in alcuni fotogrammi da sola, triste e piangente, richiama insieme al numero dei ballerini, alle scenografie cupe ed ai sordi colpi di sparo, alla commemorazione delle vittime della strage di Orlando.

## Tracce
Download digitale
1. The Greatest – 3:30

Download digitale – remix
1. The Greatest (KDA Remix) – 3:41

## Classifiche
| Classifica (2016)   | Posizione massima |
| ------------------- | ----------------- |
| Australia           | 2                 |
| Austria             | 4                 |
| Belgio (Fiandre)    | 7                 |
| Belgio (Vallonia)   | 1                 |
| Canada              | 6                 |
| Danimarca           | 5                 |
| Finlandia           | 4                 |
| Francia             | 3                 |
| Germania            | 3                 |
| Irlanda             | 3                 |
| Italia              | 5                 |
| Lussemburgo         | 2                 |
| Norvegia            | 2                 |
| Nuova Zelanda       | 5                 |
| Paesi Bassi         | 8                 |
| Polonia             | 14                |
| Regno Unito         | 5                 |
| Repubblica Ceca     | 31                |
| Slovacchia          | 68                |
| Spagna              | 4                 |
| Stati Uniti         | 19                |
| Svezia              | 5                 |
| Svizzera            | 1                 |
| Ungheria (download) | 2                 |